# Liste der Listed Buildings auf Papa Westray
In dieser Liste sind sämtliche Baudenkmäler auf der schottischen Orkneyinsel Papa Westray zusammengefasst. Die Bauwerke sind anhand der Kriterien von Historic Scotland in die Kategorien A (nationale oder internationale Bedeutung), B (regionale oder mehr als lokale Bedeutung) und C (lokale Bedeutung) eingeordnet. Derzeit gibt es auf Papa Westray sechs Denkmäler aus der Kategorie B und sechs aus der Kategorie C.

## Denkmäler
| Name                           | Typ            | Lage                            | Kategorie | Eintrag | Bild                           |
| ------------------------------ | -------------- | ------------------------------- | --------- | ------- | ------------------------------ |
| St Boniface Kirk               | Kirche         | 59° 21′ 27,1″ N, 2° 54′ 7,4″ W  | B         | 18599   | St Boniface Kirk               |
| Holland House                  | Herrenhaus     | 59° 20′ 49,2″ N, 2° 53′ 59,9″ W | B         | 18600   | Holland House                  |
| Taubenhaus von Holland House   | Taubenhaus     | 59° 20′ 47,4″ N, 2° 54′ 10,1″ W | B         | 18601   |                                |
| Holland Farm                   | Bauernhof      | 59° 20′ 49,7″ N, 2° 54′ 1,8″ W  | B         | 18828   | Holland Farm                   |
| Nouster Pier                   | Schiffsanleger | 59° 21′ 2,3″ N, 2° 53′ 8,9″ W   | C         | 47378   | Nouster Pier                   |
| Lagergebäude von Holland House | Lagergebäude   | 59° 20′ 49,7″ N, 2° 53′ 58,6″ W | B         | 48095   | Lagergebäude von Holland House |
| Gärten von Holland House       | Gärten         | 59° 20′ 49,6″ N, 2° 53′ 55,5″ W | C         | 48096   | Gärten von Holland House       |
| Windmühle von Holland House    | Windmühle      | 59° 20′ 41,5″ N, 2° 53′ 54,2″ W | C         | 48907   |                                |
| Kirkhouse Cottage              | Wohngebäude    | 59° 21′ 24,5″ N, 2° 53′ 41,8″ W | C         | 48098   | Kirkhouse Cottage              |
| Pfarrhaus von Papa Westray     | Pfarrhaus      | 59° 20′ 49″ N, 2° 53′ 39,6″ W   | B         | 48099   |                                |
| Mid House                      | Wohngebäude    | 59° 21′ 29,8″ N, 2° 53′ 13,3″ W | C         | 48100   |                                |
| Kriegsdenkmal von Papa Westray | Denkmal        | 59° 20′ 56,4″ N, 2° 53′ 59,8″ W | C         | 48101   | Kriegsdenkmal von Papa Westray |

- Karte mit allen Koordinaten:
- OSM |
- WikiMap